# Carolina Tobar García
Carolina Tobar García (Quines, provincia de San Luis, 10 de noviembre de 1898-Buenos Aires, 5 de octubre de 1962) fue una maestra, médica psiquiatra y legista argentina. Con el grado académico de doctora en medicina, fue pionera en psicología en la Argentina, en la creación y supervisión en ese país de las primeras cuatro “escuelas diferenciales” y de otras instituciones en el ámbito educativo de la educación especial. Fue la primera mujer médica forense en Argentina. Introdujo, adaptadas a la realidad argentina, las técnicas de Jean Piaget. Propuso un sistema completo de prevención en salud mental.

## Reseña biográfica
Carolina Tobar García nació en Quines, provincia de San Luis, el 10 de noviembre de 1898. Su madre Raimunda, tuvo que cuidar de sus hermanos y no pudo ser, como era su deseo, maestra. Carolina tuvo cinco hermanos. Raimunda fue el apoyo necesario para que Carolina estudiara sin que la oposición paterna pudiese impedirlo.
Ejerciendo como maestra en las escuelas rurales, Carolina decidió, en 1920, iniciar los estudios de Medicina. Se graduó en la Facultad de Medicina de la Universidad de Buenos Aires en 1929. Fue becada para estudiar psiquiatría infantil en el Instituto de Profesores de la Universidad de Columbia para realizar estudios de neuropsiquiatría infantil. Allí se interesó por la deficiencia mental. Regresó en 1932 a la Argentina y comenzó a trabajar en distintas instituciones, tanto educativas como médicas y psiquiátricas. En 1941, obtuvo el título de médico legista. En 1942 creó la Escuela de Adaptación, y en 1944 obtuvo el grado de doctora de la Universidad de Buenos Aires, con la tesis titulada Higiene Mental del Escolar. En su tesis presentó un cuadro con las ventajas y desventajas que significaba la implementación de la Escuela Auxiliar Especial para niños diferenciales. Argumentó que, frente a los altos costos que estas escuelas requerían, tenían por ventaja el mayor progreso de los niños diferenciales sin afectación de las escuelas de niños normales, todo ello con un ahorro significativo de tiempo.
Desempeñó varios cargos en instituciones públicas, tanto en el ámbito educativo universitario, como en el cuerpo médico e instituciones privadas. Fue profesora en el Instituto Ward (1921-1942); inspectora de Escuelas de Adultos, inspectora general de Enseñanza del Consejo Nacional de Educación (1945); jefa del Consultorio Psicofisiológico (desde 1934), inspectora médica escolar, jefa de Trabajos Prácticos de la cátedra de Clínica Psiquiátrica de la Facultad de Medicina de la Universidad de Buenos Aires (1938-1948), profesora titular de Didáctica Asistencial y Escuelas Diferenciales (1957-1958) y de Pedagogía Diferencial (1959-1962). Ejerció como médica en el Hospicio de las Mercedes y en la Liga de Higiene Mental.
Carolina Tobar García falleció en Buenos Aires el 5 de octubre de 1962 por causa de leucemia linfoide. En su testamento legó 400.000 pesos de aquel tiempo al DINAD (Defensa Integral de Niños y Adolescentes Deficientes), una institución fundada en marzo de 1961 y organizada por la propia Tobar García a pedido de los padres fundadores. DINAD fue la primera escuela diferencial de carácter privado creada en la Argentina.

## Su pensamiento
La idea clave de Tobar García era la de la prevención. Con el referente de las Clínicas de Conducta que se habían creado, en algunos países, para observar y corregir el desarrollo somatopsíquico del niño pequeño en la primera y segunda infancia, Tobar propuso un sistema completo de prevención en Salud Mental. Clínicas Guía, escuelas autónomas, clases diferenciales, clases especiales, colonias de adaptación y escuela pragmática, formaban parte del sistema de prevención.

### Las escuelas de adaptación
Partiendo de la base de que los términos «anormal» y «retardado» no eran científicos ni psicológicos, consideró que retardado significaba «haberse quedado rezagado». Esto dependía de los recursos cognitivos y de otros factores. Según la doctora Tobar, estos niños solían transformarse en personas útiles para la sociedad si se los educaba.
Ahora bien, la doctora Tobar consideraba que el niño retardado es siempre un niño no típico que necesita la mediación de un médico experto en Neurología y Psiquiatría infantil. El retardado no requiere tratamiento psiquiátrico, sino que alcanza con el pedagógico.
Para la autora, un niño se inserta correctamente en la sociedad siendo escolarizado, aunque sea diferencialmente. Para ello propuso criterios diagnósticos a fin de determinar la entrada de los infantes en ese circuito de aprendizaje.
En 1942 creó la primera escuela dirigida a dicha población de niños deficientes o retrasados. Se trataba de una Escuela de Adaptación que planteó una perspectiva alternativa a la manera de concebir la anormalidad.
Describió así a la Escuela de Adaptación como:

[...] modesta en su proyección social, humilde en sus alcances, pragmática y vocacional, simplemente una escuela taller [...]

## Reconocimientos
En honor a Carolina Tobar García, llevan su nombre varias instituciones públicas:
- Cuatro escuelas de educación especial de la Argentina, en Ciudad de Buenos Aires, en la provincia de Corrientes, otra en la provincia de Córdoba y otra en la provincia de San Luis.
- La Biblioteca Escolar en Ramos Mejía.
- El Hospital Psiquiátrico Infantojuvenil sito en la ciudad de Buenos Aires.[5]
- Los Premios Carolina Tobar García a las labores radiales de la provincia de San Luis.

Hoy en día su legado permanece vivo en la memoria de sus familiares. Su sobrino nieto Carlos Alberto Acri, es director de la Escuela Técnica número 31 de la localidad de Quines en San Luis, lugar de nacimiento de Tobar García, cuyo alumnado fue premiado por realizar un cortometraje en su memoria.